# Banc Central (Martorell)
El Banc Central és una obra del municipi de Martorell (Baix Llobregat) inclosa en l'Inventari del Patrimoni Arquitectònic de Catalunya.

## Descripció
Es tracta d'un edifici entre mitgeres, de planta baixa i dos pisos. Dos cossos diferenciats, en la composició de la façana. A dreta, la porta d'accés, enreixada, té les inicials BC dintre de medalló en esgrafiat, rellotge envoltant de fines motllures, espadanya amb campana. La part esquerra té les llindes de les obertures ornats amb garlandes florals, mènsules i modillons, ràfec, carteles i restes de ceràmica coronat la façana. La distribució compositiva de l'edifici marca la utilitat del mateix en el moment de construir-se.

## Història
Aquest edifici fou construït, com a seu de l'entitat bancària a finals del segle xix, quan Martorell era ja vila important per la seva industria.